# Föreningen för Sverigefinska Skribenter
Föreningen för Sverigefinska skribenter (FFSS), på finska Ruotsinsuomalaisten Kirjoittajien Yhdistys (RSKY), är en förening för sverigefinska författare och skribenter. Föreningen grundades 1975 i Hässelby i Stockholm. Det var Kalervo Kujala som samlade  sverigefinska författare och andra skribenter efter en populär novelltävling arrangerad av Sveriges Radios finskspråkiga redaktion.
Föreningen ger även ut den sverigefinska tidningen Liekki och delar ut Kaisa Vilhuinen-priset. På initiativ av FFSS startades 1975 bokförlaget Finn-Kirja.